# دهستان باغین
باغین،      دهستانی است از توابع بخش مرکزی شهرستان کرمان در استان کرمان ایران.

## جمعیت
بر اساس سرشماری سال ۱۳۸۵جمعیت آن ۴٬۸۶۷نفر (۱٬۱۷۳خانوار) بوده‌است.